# Hans Arsenovic
Hans Arsenovic, auch Johann Arsenovic, (* 12. März 1968 in Wien) ist ein österreichischer Politiker der Grünen. Seit Oktober 2019 ist er Abgeordneter zum Wiener Landtag und Mitglied des Wiener Gemeinderates.

## Leben
Hans Arsenovic besuchte das GRG21 Ödenburger Straße in Wien-Floridsdorf, wo er 1986 maturierte. Anschließend absolvierte er den Präsenzdienst, später wurde er Milizoffizier des Bundesheeres (Dienstgrad Oberleutnant). Er begann ein Studium der Volkswirtschaft an der Wirtschaftsuniversität Wien, absolvierte eine Ausbildung zum Bankkaufmann und war bis 2000 Leiter einer Raiffeisenkasse in Niederösterreich.
Arsenovic ist als Unternehmer tätig und gründete die Sun Company Sonnenstudios, deren Geschäftsführer er ist. Seit 2006 ist er unter Präsident Roman Gregory und neben Nurten Yılmaz Vizepräsident des Sportclubs Wiener Viktoria. Er ist Vater eines Sohnes und lebt in Wien-Stammersdorf.

### Politik
Seit 2005 ist er Sprecher der Grünen Wirtschaft Wien und Mitglied der Tourismuskommission von WienTourismus. In der Wirtschaftskammer Wien ist er seit 2015 Vizepräsident und Spartenvertreter der Sparte Handel, in der Wirtschaftskammer Österreich ist er Mitglied der Spartenkonferenz der Bundessparte Tourismus und Freizeitwirtschaft und Mitglied im Wirtschaftsparlament. Seit 2015 vertritt er die Grünen Wien im Präsidium der Wirtschaftsagentur Wien. Er war Mitinitiator des Vermögenssteuer-Volksbegehrens „Her mit dem Zaster!“
Am 25. Oktober 2019 wurde er in der 20. Wahlperiode als Abgeordneter zum Wiener Landtag und Mitglied des Wiener Gemeinderates angelobt, wo er als Grüner Sprecher für Wirtschaft und Sport fungiert und Mitglied des Gemeinderatsausschusses für Finanzen, Wirtschaft, Digitalisierung und Internationales ist. Er rückte für Faika El-Nagashi nach, die in den Nationalrat wechselte. Im Rahmen der Koalitionsverhandlungen zur Regierungsbildung in Österreich 2019 verhandelte er in der Hauptgruppe Wirtschaft und Finanzen.
Für die Landtags- und Gemeinderatswahl 2025 gelangte er auf Platz zwölf.